# 사형 집행인

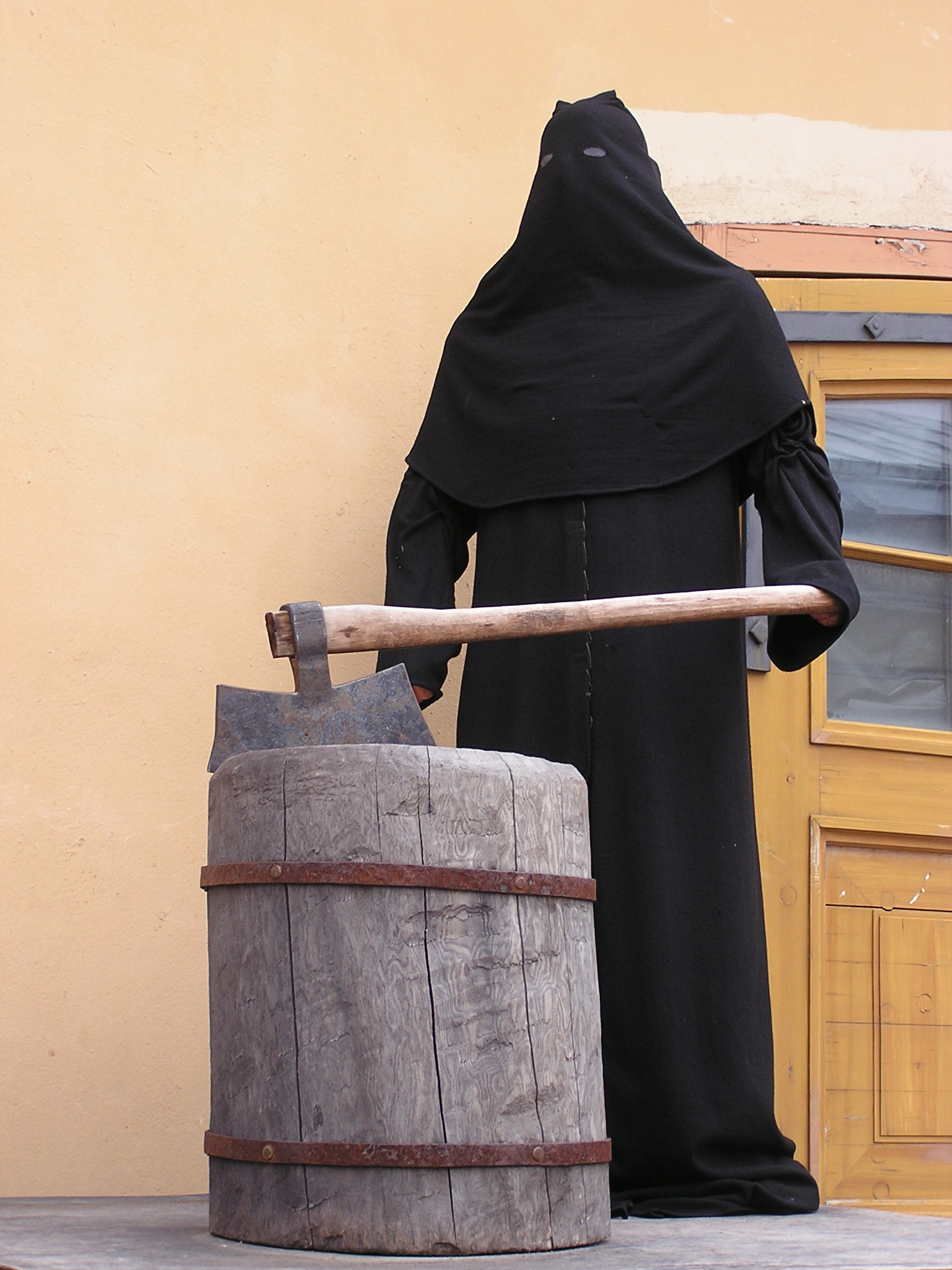
페트로파블롭스크 요새에 있는 중세 사형 집행인의 상징적인 로브 차림 인형, 상트페테르부르크, 러시아

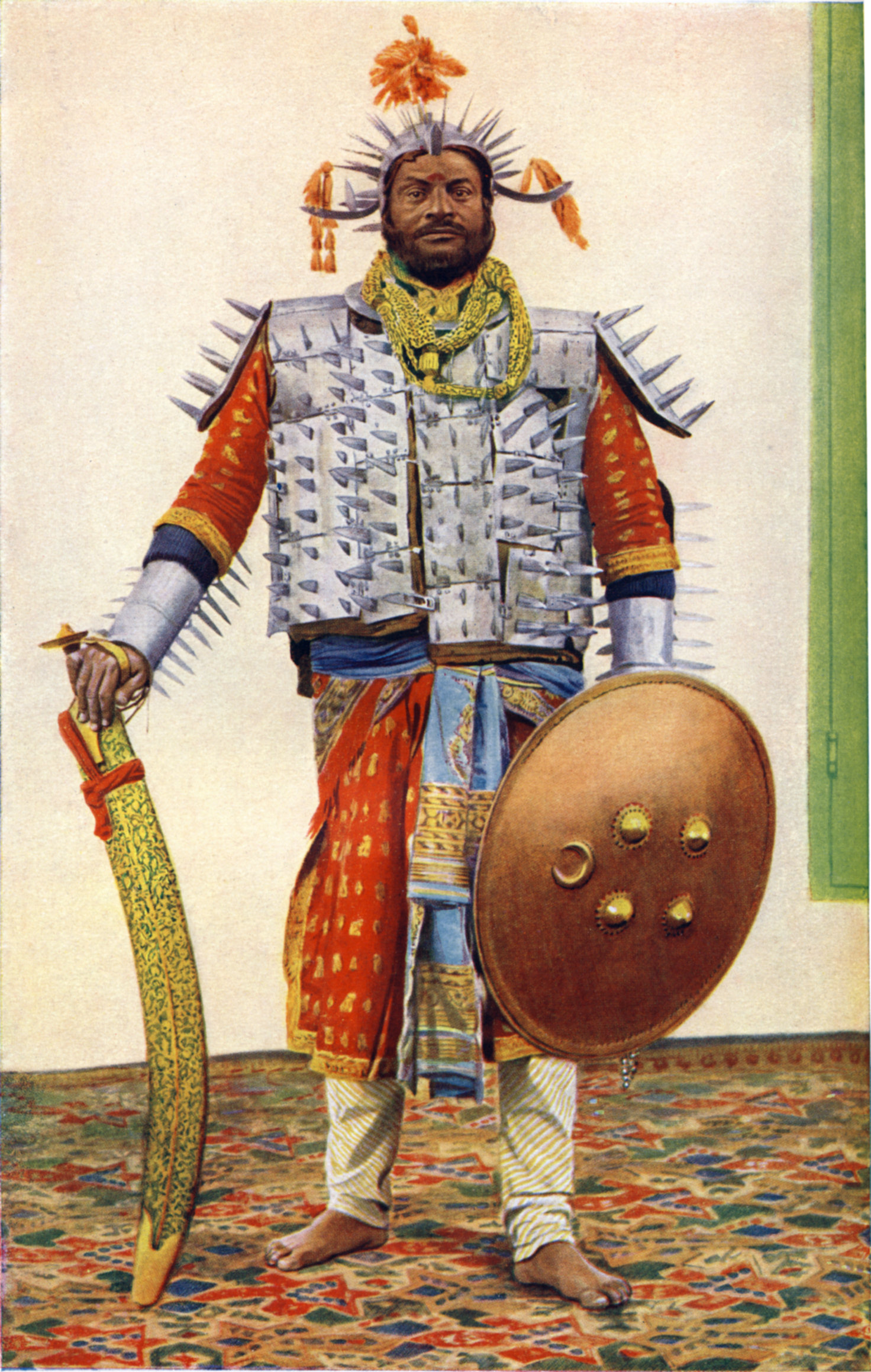
1898년 원본을 수동 채색한 사진으로, 인도 중부의 옛 레와 번왕국(Rewah) 대사형 집행인이 큰 사형 집행 검 (테가 검)을 들고 있다.

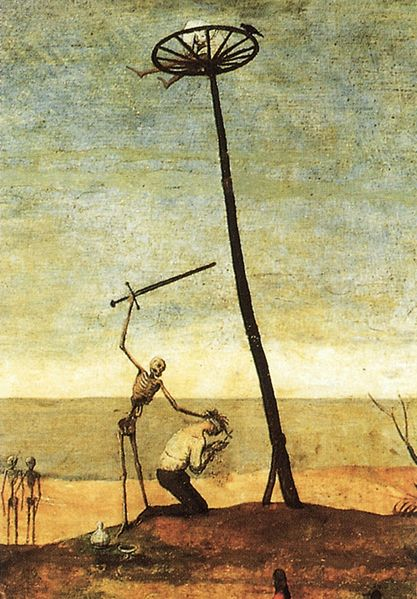
브뤼헐의 죽음의 승리 (1562-1563)에 묘사된 공개 처형

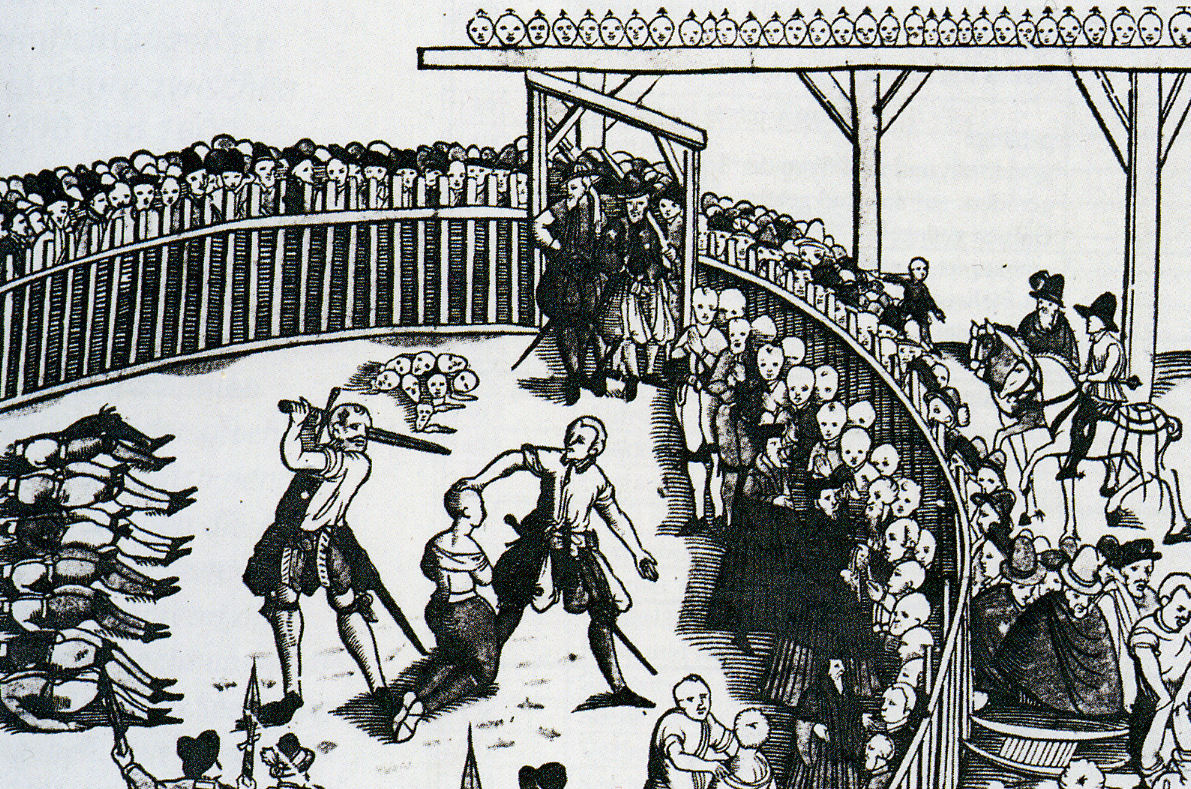
1573년 9월 10일 독일 함부르크에서 해적을 공개 처형하는 양식화된 묘사

사형 집행인은 국가나 법률 기관의 지시를 받고 사형을 집행하는 사람을 가리킨다. 망나니 또는 참수인(斬首人)은 사형 집행인들 가운데에서도 머리를 베는 사람을 가리키는 말이다. 사형 집행은 상황에 따라 집행자가 달라질 수 있는데, 경찰, 교도관, 심지어는 군사를 통해서도 사형이 집행되기도 한다.

## 직무 범위
사형 집행인은 일반적으로 사형 선고를 집행하도록 승인하거나 명령하는 영장을 받았다. 이 영장은 사형 집행인을 모살 혐의로부터 보호한다. 사형 집행인을 지칭하는 일반적인 용어는 사형 방식에서 파생되었는데, 이들은 종종 다른 신체적 처벌도 수행했지만, 교수형 집행인(액사)과 참수 집행인(참수)이 이에 해당한다. 군대에서는 헌병과 같은 군인이 사형 집행인 역할을 수행했다. 사형 집행인의 일반적인 고정관념은 후드를 쓴 중세 또는 절대주의 시대의 사형 집행인이다. 상징적이든 실제든, 사형 집행인은 거의 후드를 쓰지 않았고, 항상 검은 옷을 입지도 않았다. 후드는 사형 집행인의 신원과 익명성을 대중으로부터 보호해야 할 경우에만 사용되었다. 힐러리 맨텔은 2018년 리스 강연에서 "사형 집행인이 왜 마스크를 쓸까요? 모두가 그가 누구인지 알았는데."라고 언급했다.
이러한 임무는 때때로 수행되기도 하지만, 법원 직원, 경찰, 교도소 직원 또는 군대에 의해 더 일반적인 임무의 일환으로 수행될 수도 있다. 특별한 경우는 로마의 곤봉형(fustuarium) 전통으로, 곤틀릿 (형벌) 형태로 이어져 범죄자가 자신의 범죄로 인해 심각하게 피해를 입은 동료들, 예를 들어 중요한 보초 임무에 실패했거나 선박의 제한된 식량 공급을 훔쳤을 경우 그들의 손에서 처벌을 받게 된다.
대부분의 사형 집행인들은 사형 집행 횟수가 드물었기 때문에 특정 지역을 순회하며 임무를 수행하는 전문적인 전문가였다. 이 지역 내에서 상주 사형 집행인은 비살상 신체 처벌을 집행하거나 고문을 가하기도 했다. 중세 유럽에서 근세 말까지 사형 집행인들은 종종 사체 처리업자이기도 했다. 드문 사형 집행으로는 생계를 유지하기 어려웠기 때문이다.
중세 유럽에서 사형 집행인들은 나병 환자와 매춘부에게 세금을 부과하고, 도박장을 통제하기도 했다. 또한 화장실과 하수구를 관리하고 동물 사체를 처리하는 일도 담당했다.
이 용어는 죽음을 목적으로 하지 않지만 죽음에 이를 수 있는 심각한 신체적 처벌을 집행하는 관리자에게도 확장된다.
프랑스에서 프랑스 혁명 이래로 단두대를 사용한 사형은 1977년까지 지속되었고, 프랑스 공화국은 공식적인 사형 집행인을 두었다. 마지막 사형 집행인인 마르셀 슈발리에는 1981년 공식적인 사형 폐지 때까지 복무했다.

## 사회적 지위
서유럽과 그 식민지에서 사형 집행인은 종종 이웃들에게 기피당했고, 도축업자로서의 일도 불명예스러운 것으로 여겨졌다. 프랑스에서는 사형 집행인과 그 가족이 배척당하고 사회적으로 고립되어 살았다. 알렉상드르 뒤마의 삼총사와 영화 《생피에르의 미망인》 (La veuve de Saint-Pierre)에서 조연 사형 집행인들은 마을 사람들에게 배척당한다.
초기 근대 독일 사회에서 사형 집행인과 그 가족은 "불명예스러운 사람들"(unehrliche Leute)로 여겨졌다.
사형 집행인의 직업은 때때로 가족 대대로 이어지기도 했는데, 특히 프랑스에서는 상송 가문이 1688년부터 1847년까지 6명의 사형 집행인을 배출했고, 다이블레르 가문은 1879년부터 1981년 사형 폐지까지 5명의 사형 집행인을 배출했다. 후자의 구성원으로는 루이 다이블레르, 그의 아들 아나톨, 아나톨의 조카 쥘-앙리 데푸르노, 그의 또 다른 조카 앙드레 오브레히트, 그리고 앙드레의 조카 마르셀 슈발리에가 있다.
영국에서는 피어포인트 가문이 가장 유명한 가문으로, 1902년부터 1956년까지 헨리, 그의 형제 토마스, 헨리의 아들 앨버트 세 명의 사형 집행인을 배출했다. 프랑스와 다른 많은 유럽 국가들과 달리, 기피당하기는커녕 윌리엄 마우드, 제임스 베리, 앨버트 피어포인트, 해리 앨런과 같은 영국의 사형 집행인들은 대중에게 널리 알려지고 존경받았다.
한국에서는 백정이 전통적으로 사형 집행인과 백정 일을 수행했던 "불가촉" 집단이었다. 일본에서는 사형 집행인들이 부라쿠민 계층의 일부로 경멸받았다(오늘날 일본의 사형 집행은 전문 사형 집행인이 아닌 교도관에 의해 이루어진다). 사가 준이치(Junichi Saga)의 "실크와 밀짚의 추억"(Memories of Silk and Straw)에서는 일본 쓰치우라 마을에서 조사된 가족 중 하나가 사형 집행인 가족("마지막 사형 집행인", 54페이지)이다. 이 가족은 재정적으로는 어느 정도 부유하지만 사회적 고립을 겪는다.
오스만 제국에서는 사형 집행인의 역할이 보스탄지 (문자 그대로 "정원사")라고 불리는 제국 친위대에게 주어졌다. 사형을 선고받은 고위 관리들은 (튀르키예어: bostancıbaşı, 친위대장이 직접 처형했다. 18세기 후반에는 대재상이 처형 전통 장소인 생선 시장 문까지 보스탄지바시와 경주하여 처형을 피할 수 있는 관습이 생겼다. 폐위된 재상이 보스탄지바시보다 먼저 생선 시장 문에 도착하면 그의 형벌은 단순한 추방으로 감형되었다. 그러나 죄수가 문에서 자신을 기다리는 보스탄지바시를 발견하면 그는 처형되었다. 보스탄지바시와 경주에 참여한 마지막 기록된 인물은 1822년 11월에 보스탄지바시를 이기고 목숨을 건 대재상 하치 살리 파샤였다. 그는 경주에서 이긴 것으로 널리 존경받아 다마스쿠스 지방의 총독으로 임명되었다. 사형 집행인들은 조각되지 않고 다듬어지지 않은 단순한 거친 돌을 묘비로 사용하는 자신들만의 묘지를 가지고 있었다. 이 묘지 중 가장 큰 곳은 이스탄불의 에윶 묘지의 일부이다.
로스커먼 타운은 아일랜드섬에서 가장 악명 높은 여성 교수형 집행인 레이디 베티가 있었다는 특징을 가지고 있다. 그녀는 자신과 25명의 다른 사람들이 교수형을 당하기로 예정된 날, 그녀의 사형을 집행할 예정이던 교수형 집행인이 병에 걸리자 목숨을 살려주는 대가로 그 직위를 받았다. 레이디 베티는 자신의 사형 선고가 종신형으로 감형되는 대가로 그 임무를 수행하겠다고 제안했고, 그때부터 그 카운티의 여성 교수형 집행인으로 활동했다.
신원 미상의 한 여성이 1782년 11월 13일 더블린 근처 킬마이넘에서 살인 혐의로 두 남자를 교수형에 처했다. 그 남자들은 또한 사지절단되었다. 보안관은 여성을 교수형 집행인으로 만든 것에 대해 비난을 받았다.

## 같이 보기
- 무슈 드 파리
- 수레바퀴형
- 리히트슈베르트
- 정의의 검
- 피어포인트 (영화)
- 처형인 (키쇼프 소설)

## 갤러리

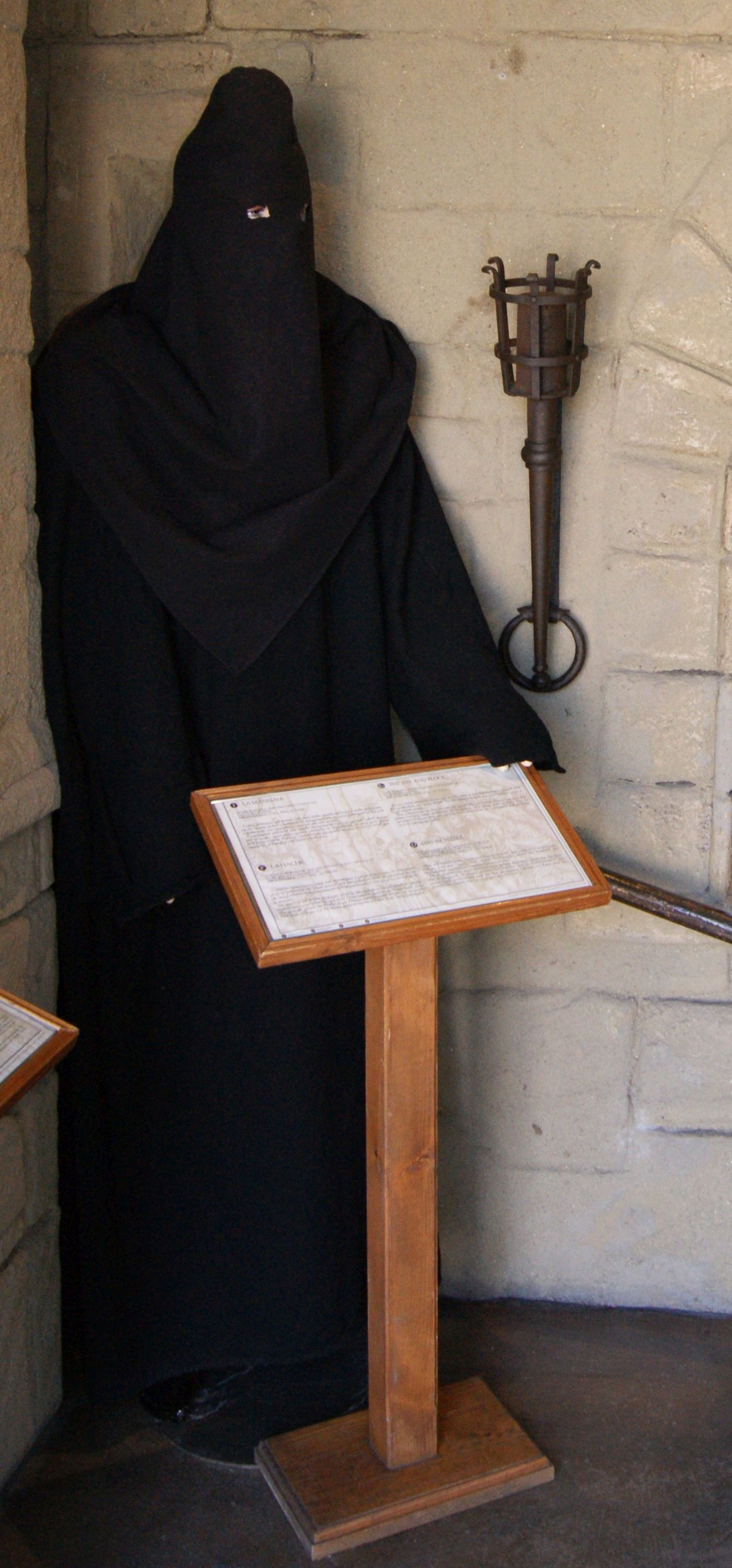
산마리노 고문 박물관에 있는 중세 사형 집행인의 로브 차림 인형
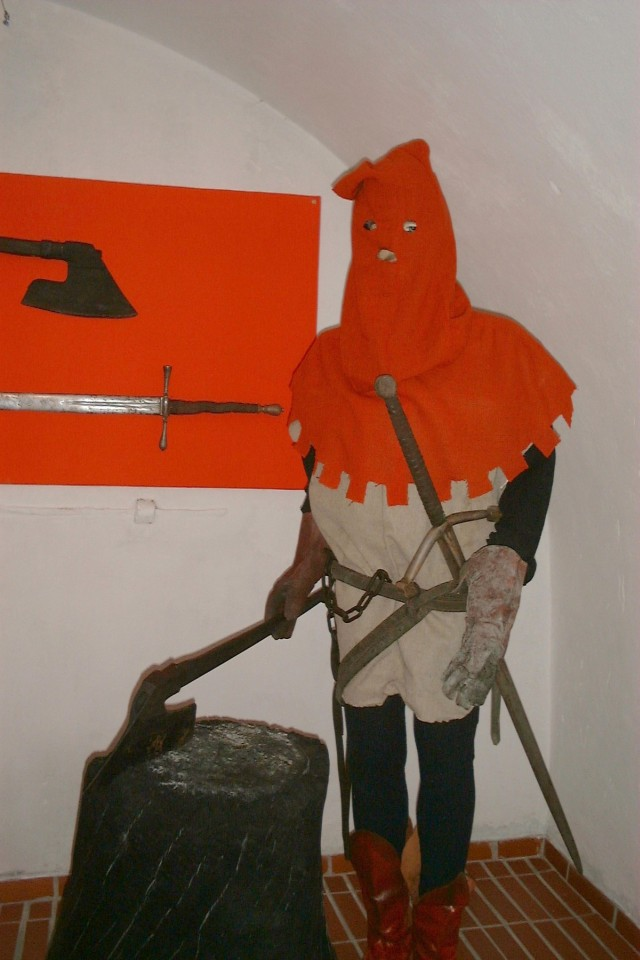
폴란드 지비에츠 고문 박물관에 있는 중세 사형 집행인의 로브 차림 인형
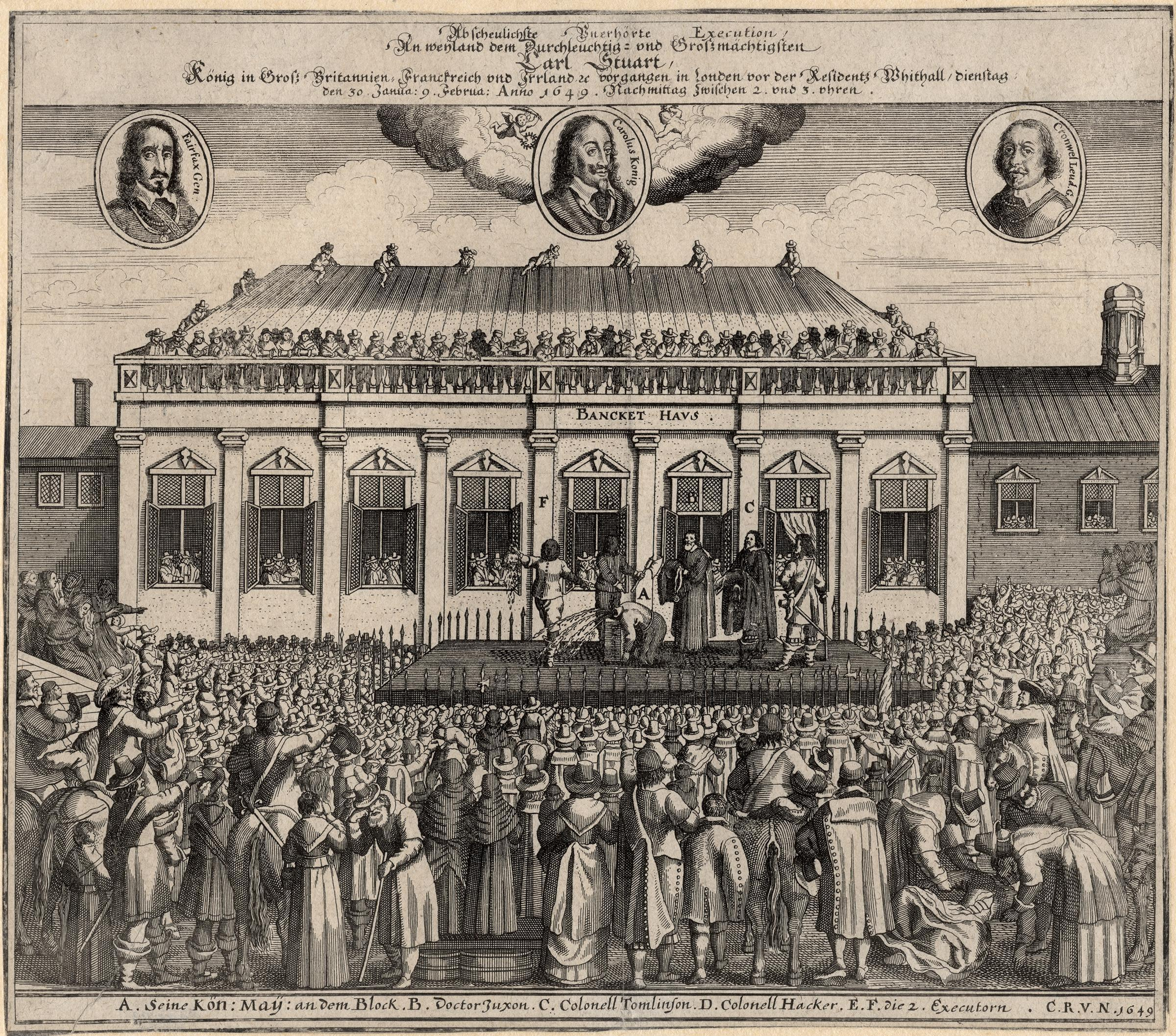
1649년 잉글랜드 국왕 찰스 1세 처형 인쇄본; 사형 집행인은 마스크를 쓰고 있다
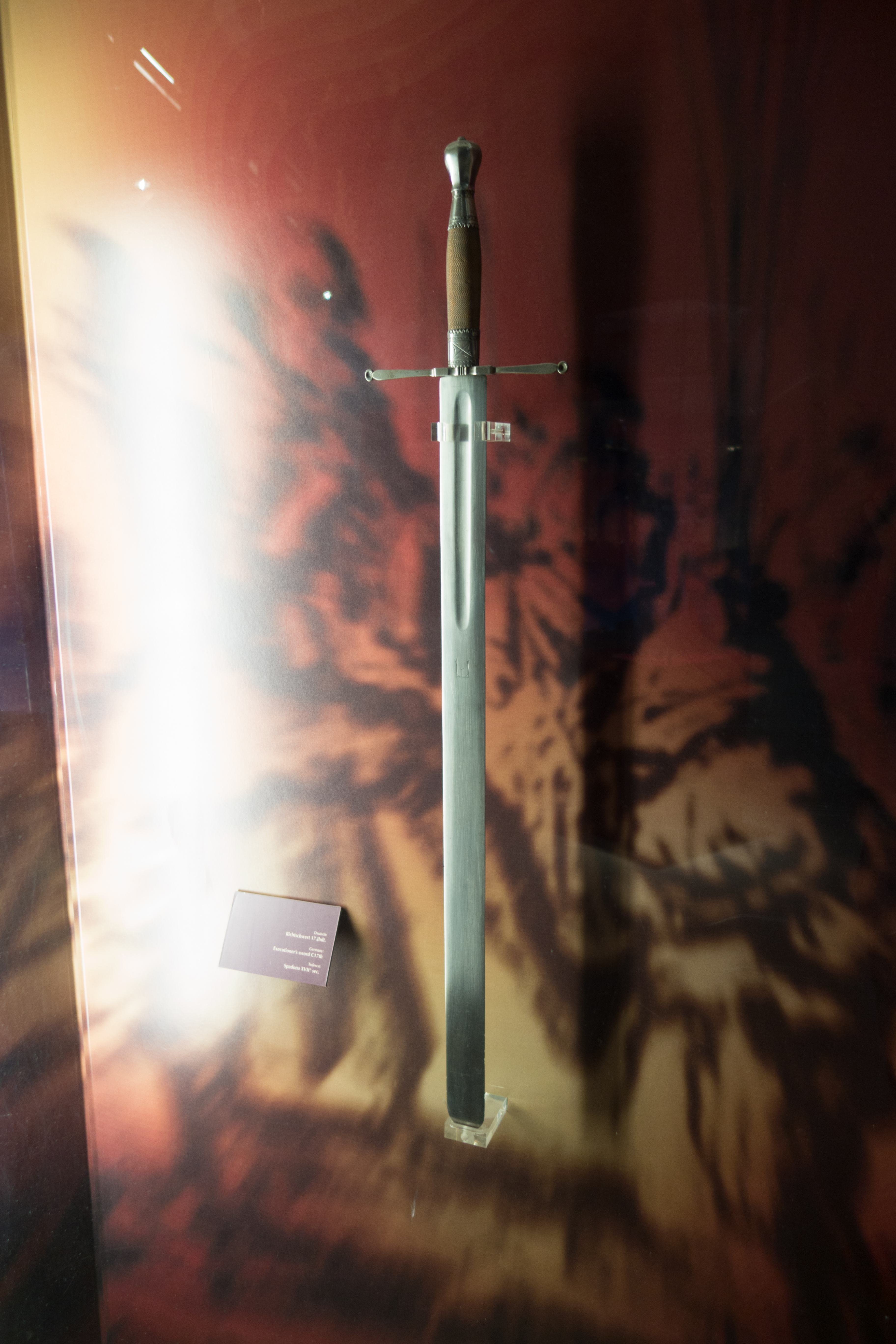
17세기 사형 집행인의 검, 독일 약 1600년
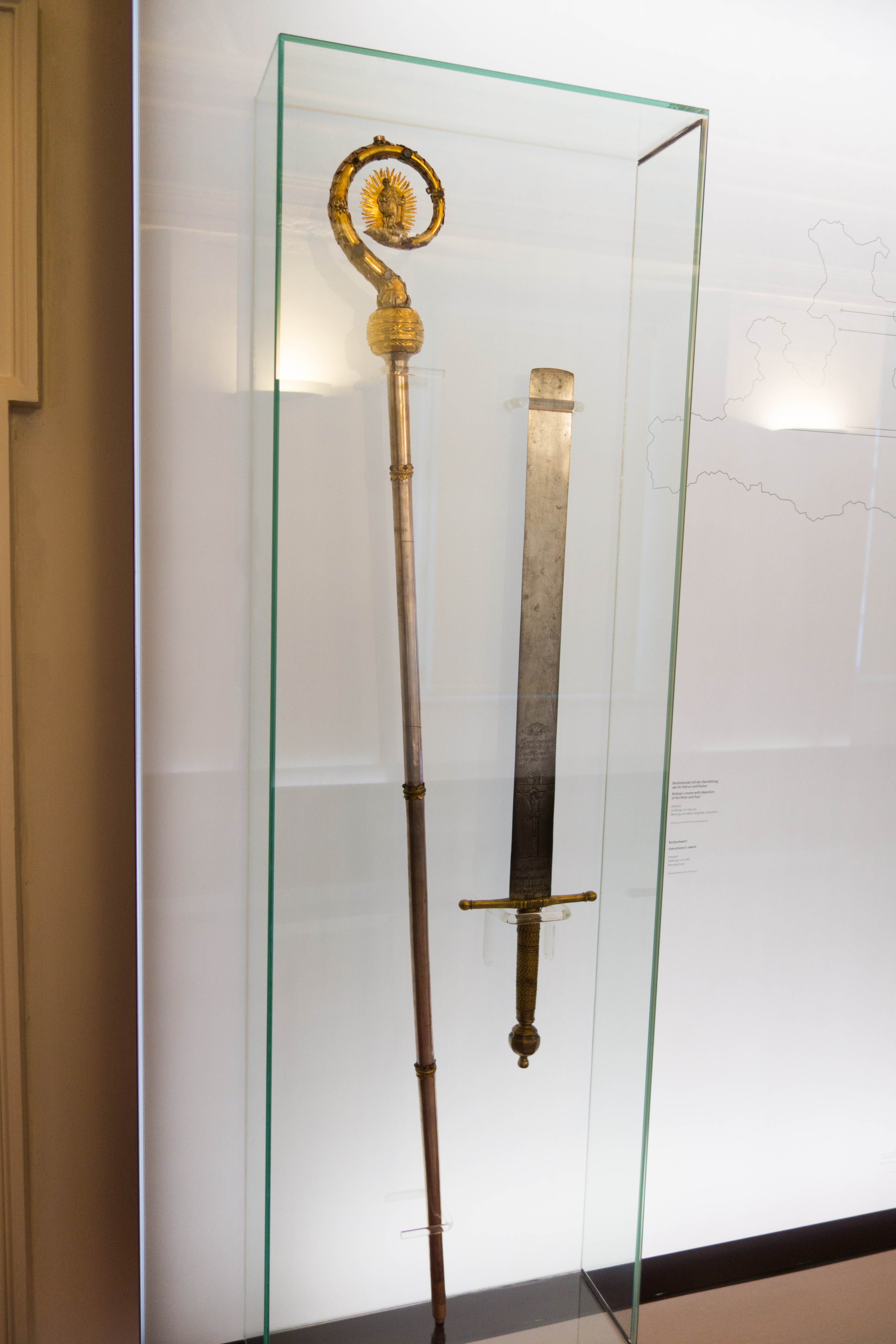
기독교 에피그램이 새겨진 고등 법원 리히트슈베르트, 약 1760년 잘츠부르크, 오스트리아, 주교의 지팡이 옆에 전시되어 있다. 이 사형 집행인의 검은 찌르는 무기보다는 베는 무기로 설계되었으며, 황동과 철로 단조되었다.
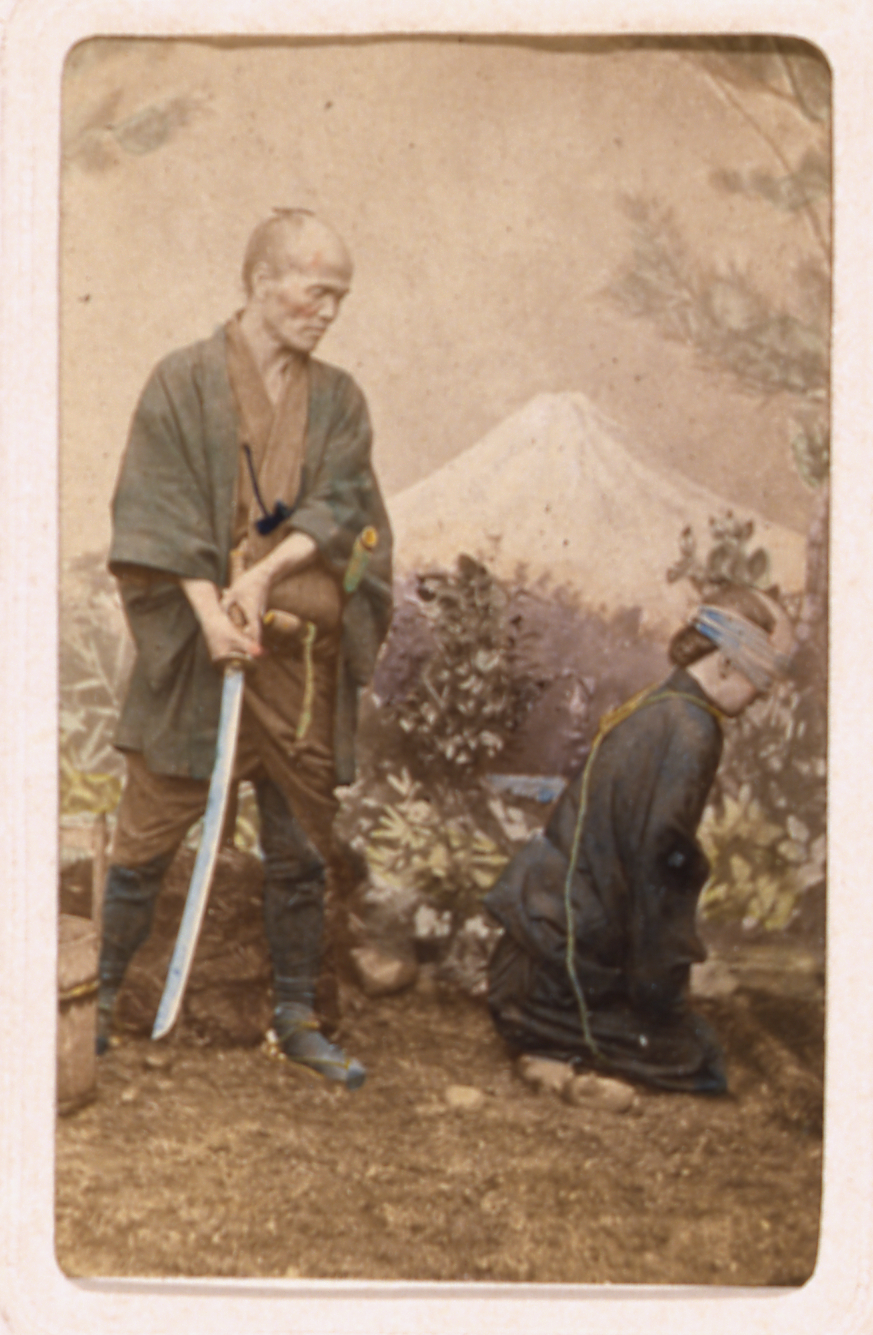
칼과 죄수를 든 19세기 일본인 사형 집행인.

## 같이 보기
- 사형